# Akiodoris lutescens
Akiodoris lutescens är en snäckart som beskrevs av Bergh 1880. Akiodoris lutescens ingår i släktet Akiodoris och familjen Onchidorididae. Inga underarter finns listade i Catalogue of Life.